# سیارک ۲۲۸۴۳
سیارک ۲۲۸۴۳ (به انگلیسی: 22843 Stverak، نامگذاری:1999RF107) بیست و دو هزار و هشتصد و چهل و سومین سیارک کشف شده‌است که در ۸ سپتامبر ۱۹۹۹ کشف شد.
قدر مطلق سیارک برابر ۱۹.۵ است.